# Hôtel de Clermont-Mont-Saint-Jean
L'Hôtel de Clermont-Mont-Saint-Jean, ou Hôtel des Douanes, est un ancien hôtel particulier situé en France dans le centre-ville de la commune de Chambéry, dans le département de la Savoie en région Auvergne-Rhône-Alpes.
Bâti à la fin du XVIIIe siècle, ce monument fait aujourd'hui l’objet d’une inscription au titre des monuments historiques depuis le 7 juillet 1948.

## Localisation
Il est situé Place du Palais de Justice, aux côtés du palais de justice de Chambéry, du musée des beaux-arts de Chambéry, du lycée Vaugelas et des halles.

## Historique
L'hôtel fut construit entre 1784 et 1792 selon les plans de Denis-Philibert Lapret
Son commanditaire est le marquis de Clermont-Mont-Saint-Jean. Issu d'une des branches de la Maison de Clermont-Tonnerre installée en Savoie, le marquis de Clermont-Mont-Saint-Jean fit une carrière militaire puis politique. Émigré en 1791, il ne put voir la fin de la construction de son hôtel. Il fut vendu comme bien national le 9 ventôse an VIII, à Louis-Pierre Pollingue, avocat. Son fils, Jean-Baptiste, le vendit aux Douanes et Gabelles Royales en 1841. La Direction régionale des Douanes occupe toujours ce bâtiment.

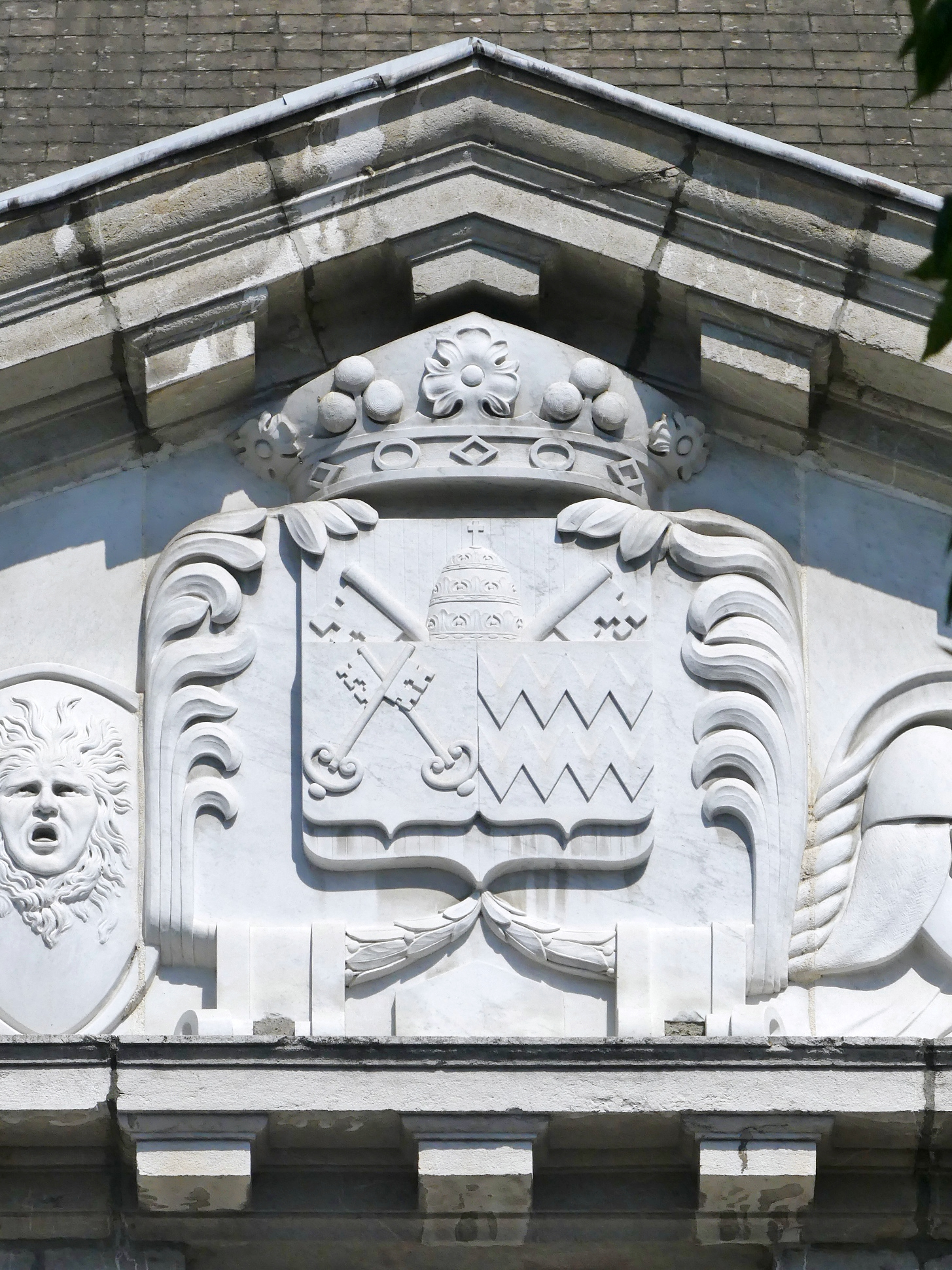
Armes des Clermont-Mont-Saint-Jean sur le fronton.

## Classement
C'est l'un des 25 édifices de la ville de Chambéry à être Inscrit ou Classé aux titres des monuments historiques. Depuis 1948, sont inscrits la façade et les toitures.